# Río Guadalest
El río Guadalest es un río de corto recorrido del sureste de la península ibérica que discurre por la provincia de Alicante (España). Atraviesa el valle de Guadalest y es el principal afluente del río Algar.

## Curso
El río Guadalest nace en el puerto de Confrides, entre la Sierra de Aitana y la Sierra de la Serrella y durante su trayecto recibe el agua de numerosos barrancos. Igual que la mayoría de los cursos fluviales mediterráneos, el río Guadalest se caracteriza por su irregularidad interanual, es decir, su caudal está condicionado por unas lluvias abundantes en otoño y en primavera y por un verano seco. Esta irregularidad hizo llevar a cabo la construcción del pantano de Guadalest, para regular su caudal con la finalidad de mejorar y ampliar las zonas de regadío.
Actualmente la función prioritaria del pantano es el abastecimiento de las zonas costeras necesitadas de agua debido a la afluencia turística.
En el término municipal de Altea, el río Guadalest se une al río Algar, desembocando posteriormente en el mar Mediterráneo.